# Anna María de Baden-Baden

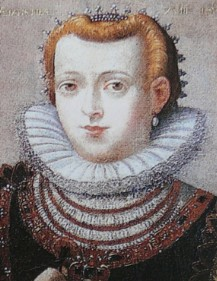
Anna María de Baden-Baden

Anna Marie Bádenská (22 de mayo de 1562-25 de abril de 1583 Třeboň) (en alemán: Anna Marie von Baden, en Checo: Anna Marie Bádenská) fue una princesa de Baden-Baden y a través del matrimonio Duquesa de Bohemia. Era hija del margrave Filiberto de Baden-Baden (1536 - 1569) y de Matilde de Baviera (1532-1565) (1532 - 1565), hija del duque Guillermo IV de Baviera y de la princesa Maria Jacobbe de Baden-Baden, hija de Felipe I de Baden Baden. 

## Sus hermanos
- Jacobba (1558-1597),
- Felipe II de Baden-Baden (1559-1588)
- Maria Salomé (1563-1600).

## Matrimonio y descendencia
Anna Maria se casó con 15 años el 27 de enero de 1578 con Guillermo Wilhelm de Rosenberg (1535-1592), el principal burgógrafo de Bohemia . Ella es su tercera esposa. El matrimonio no tiene hijos. Ella murió el 25 de abril de 1583 en Český Krumlov en la República Checa y fue enterrada en la catedral de San Vito en región Trebon. Su esposo más tarde en 1592 fue enterrado a su lado.

## Literatura
- Rosenberg, von (de Rosis, Rose, Rosenberg). ISBN 80-903040-0-1.
- Neue Deutsche Biographie (NDB). Banda 22, Duncker & Humblot, Berlín 2005, ISBN 3-428-11203-2 , página 57 f. ISBN 80-85946-86-6.

- Datos: Q10826855
- Multimedia: Anna Maria of Baden-Baden / Q10826855